# Guido Vildoso Calderón
Guido Vildoso Calderón (La Paz, 5 de abril de 1937) é um militar e político boliviano que foi presidente de seu país entre 21 de julho de 1982 e 10 de outubro de 1982.